# Cyclocardia ovata
Cyclocardia ovata är en musselart som först beskrevs av Riabinina 1952.  Cyclocardia ovata ingår i släktet Cyclocardia och familjen Carditidae. Inga underarter finns listade i Catalogue of Life.